# Шилкинский хребет
Ши́лкинский хребе́т — горный хребет в Забайкальском крае России, расположенный в Восточном Забайкалье, по левобережью реки Шилка.
Для Шилкинского хребта характерны мягко очерченные вершины и пологие склоны. Длина хребта составляет около 200 километров. Максимальная высота — 1066 метров. Хребет сложен гранитами, кристаллическими сланцами, песчаниками и глубоко расчленён долинами притоков Шилки, которые представляют типичные забайкальские мари с многочисленными кочками.
На склонах хребта произрастает разрежённая лиственничная тайга. Также для этой местности обычны наледи и налёдные поляны.